# Downtown Line (Singapur)
La Downtown Line (de vegades abreujada com a DTL) és una de les sis línies del metro de Singapur (MRT). Connecta les parades Bukit Panjang, al nord-oest, amb Expo a l'est. El seu traçat té una forma particular, efectuant un bucle sencer a través del centre de Singapur. Explotada per SBS Transit, la línia té un recorregut totalment subterrani de 41,9 km amb 34 parades. El temps de trajecte total és d'aproximadament 67 minuts. Totalment automatitzada, la línia utilitza trens de capacitat intermèdia de tres cotxes de tipus C951/C951A. S'identifica pel color blau als plànols de la xarxa.
Originada per la fusió de tres projectes diferents, la Downtown line, cinquena línia de MRT a ser construïda a Singapur, es va inaugurar el 22 de desembre de 2013 entre les parades Bugis i Chinatown. Després es va estendre de Bugis a Bukit Panjang el 27 de desembre de 2015 a continuació de Chinatown a Expo el 21 d'octubre de 2017
La tercera fase, que estendrà la línia de Expo a Sungei Bedok, està prevista per a 2024. La línia tindrà llavors una longitud de 44 km amb 36 parades i mig milió de viatgers diaris de mitjana.